# Nerw piersiowy długi
Nerw piersiowy długi (łac. nervus thoracicus longus) – w anatomii człowieka nerw części nadobojczykowej splotu ramiennego. Tworzą go gałęzie brzuszne nerwów rdzeniowych szyjnych: C5–C7 (czasem też C8). 
Zaczyna się dwoma lub trzema korzeniami, które okrążają (z C7) lub przebijają (C5, C6) mięsień pochyły środkowy, na którym się łączą. Utworzony przez ich połączenie nerw piersiowy długi następnie kieruje się w stronę jamy pachowej i mięśnia zębatego przedniego, na którego bocznej powierzchni przebiega i który unerwia.
Objawami porażenia nerwu piersiowego długiego są łopatka skrzydlata (odstająca łopatka), a także lekkie przesunięcie w tył obręczy barkowej.